# Équipe du Venezuela de rugby à XV
L'équipe du Venezuela de rugby à XV rassemble les meilleurs joueurs de rugby à XV du Venezuela.

## Histoire
L’équipe nationale est au 77e rang mondial (au 22 août 2022) du classement World Rugby.

## Palmarès
- Coupe du monde
  - 1987 : pas invité
  - 1991 : pas qualifié
  - 1995 : pas qualifié
  - 1999 : pas qualifié
  - 2003 : pas qualifié
  - 2007 : pas qualifié
  - 2011 : pas qualifié
  - 2015 : pas qualifié
  - 2019 : pas qualifié